# Stazione di Shin-Sapporo
La stazione di Shin-Sapporo (新札幌駅?, Shin-Sapporo-eki) è una stazione della città di Sapporo situata sulla linea Chitose, nel quartiere di Atsubetsu-ku. Nonostante la ferrovia non ne faccia ufficialmente parte, passano qui anche i treni della linea Sekishō. La stazione offre anche l'interscambio con la linea Tōzai della metropolitana.

## Linee

### Treni
JR Hokkaido
■ Linea Sasshō

### Metropolitane
Metropolitana di Sapporo
 Linea Tōzai

## Struttura
La stazione è dotata di una banchine che serve 2 binari.
| 1 | ■ Linea Chitose |  | Per Minami-Chitose, Aeroporto di Shin-Chitose, Tomakomai, Muroran e Hakodate |
| 1 | ■ Linea Sekishō |  | Per Obihiro e Kushiro                                                        |
| 2 | ■ Linea Chitose |  | Per Sapporo, Teine e Otaru                                                   |
| 2 | ■ Linea Sekishō |  | Per Sapporo, Teine e Otaru                                                   |

## Stazioni adiacenti
| «              | Servizio       | »             |
| Linea Chitose  | Linea Chitose  | Linea Chitose |
| -------------- | -------------- | ------------- |
| Kami-Nopporo   | Locale         | Heiwa         |
| Kita-Hiroshima | Rapido Airport | Sapporo       |
| Linea Tōzai    |                |               |
| Hibarigaoka    | -              | Capolinea     |